# 이정한
이정한(李挺漢, 1601년 9월 25일 - 1671년 8월 30일)은 조선후기의 문신이자 종친이며, 도정궁(都正宮)의 사손(嗣孫)이다. 덕흥대원군의 4대손이자 선조의 형 하원군의 증손이다. 서인, 노론의 당수 송시열과 사돈관계였다.
또한 현종의 국구 청풍부원군 김우명(金佑明)과도 사돈간으로, 여섯째 사위 김석연은 명성왕후 김씨의 남동생이자 숙종의 외숙이었다. 한편 이정한은 효종과는 8촌 종형제간이다.

## 생애

### 생애 초기
조선중기의 문신으로 본관은 전주, 휘는 정한(挺漢), 초명은 대승(大承), 자는 수보(秀甫)이다. 덕흥대원군의 현손이며, 선조의 백형(伯兄) 하원군(河原君) 이정(李鋥)은 증조이고, 당은군(唐恩君) 이인령(李引齡)은 조부이다. 아버지는 종실 응천도정(凝川都正) 이돈(李潡)이며, 어머니는 감사(監司) 성주인(星州人) 이욱(李稶)의 딸로 성산현부인 이씨(星山縣夫人 李氏)이다. 일설에는 승적(承嫡)했다는 설이 있다. 종조부 진성군 이해령(珍城君 李海齡)은 인조에게 상소를 올릴 때 '전 참봉 이정한(李挺漢)은 곧 덕흥 대원군(德興大院君)의 4대 손으로서 승적(承嫡)되어 주사(主祀)하는 사람(前參奉李挺漢 卽德興大院君四代孫 而承嫡主祀之人也)'이라 하였다.
부인은 승지(承旨) 파평인(坡平人) 윤청(尹暒)의 딸로 증 정부인(貞夫人) 파평윤씨(坡平尹氏)와 선교랑(宣敎郞) 청송인(靑松人) 심욱(沈勗)의 딸로 정부인(貞夫人) 청송심씨(靑松沈氏)이다.
응천도정의 장남으로 신축(辛丑) 1601년(선조 34) 9월 25일 탄생하였다. 음보로 출사하여 참봉을 역임하고, 1626년(인조 4) 7월 27일 진성군(珍城君) 이해령(李海齡) 등이 상소하여 덕흥대원군의 주사자(主祀者)의 종실 4대 이후의 주사하는 사람은 돈녕부 도정(都正)의 직을 세습하는 제도가 시행되지 않고 있으니 시행할 것을 상소하여, 인조의 명으로 시행되지 않았던 대원군 적장손 제도가 다시 시작되게 되어 특별히 돈녕부 도정(都正)에 제수되었다.

### 관료 생활
1640년(인조 18) 1월 8일 오위도총부 부총관(副摠管)을 거쳐 도총관(都摠管)이 되었다.
1643년(인조 21) 안주영위사(安州迎慰使)가 되어 청나라 사신을 맞이 하였으며, 1647년(인조 25) 9월 11일 전위사(餞慰使)가 되었다.
1649년(효종 즉위년) 6월에 기우제헌관(祈雨祭獻官)을 하고, 1651년(효종 2) 황주영위사(黃州迎慰使)을 거쳐 1657년(효종 8) 2월 13일 의주영위사(義州迎慰使)를 역임하고, 1659년(효종 10) 황주연위사(黃州延慰使)되었다.

### 생애 후반
1661년(현종 2) 2월 4일 개성부별문안사(開城府別問安使)되었다.
1663년(현종 4) 2월 14일 시부모에 주는 기수(器數)문제로 파직되었다가 이해 6월 15일에 다시 서용되었고, 1664년(현종 5) 다시 오위도총부 부총관(副摠管)이 되었다.
1665년(현종 6) 10월 23일 오위도총부 도총관(都摠管)에 제수되었다가 가의대부(嘉義大夫) 동지돈녕부사(同知敦寧府事)의 봉작받고, 신해(辛亥) 1671년(현종 12) 8월 30일 향년 70세로 별세하였다.

### 사후
묘는 경기도 양주군 별내면 덕송리(현 남양주시 별내동) 덕릉마을 수락산방 후록 동삼에 쌍폄하였다.

## 가족 관계
- 증조부 : 하원군 이정(河原君 李鋥, 1545년 - 1597년, 덕흥대원군의 아들)
- 조부 : 당은군 이인령(唐恩君 李引齡, 1562년 - 1615년)
- 아버지: 종실 응천군(凝川君[3]) 이돈(李潡)
- 어머니: 성산현부인 이씨(星山縣夫人 李氏), 감사(監司) 성주인(星州人) 이욱(李稶)의 딸.
- 1부인: 증 정부인(貞夫人) 파평윤씨(坡平尹氏), 승지(承旨) 파평인(坡平人) 윤청(尹暒)의 딸.
  - 아들(양자): 이홍일(李弘逸), 동생 이석한(李錫漢)의 장남.
  - 장녀: 덕수인(德水人) 장선연(張善淵)에게 출가.
  - 2녀: 양천인(陽川人) 허정(許珽)에게 출가.
  - 3녀: 청송인(靑松人) 심재(沈材)에게 출가.
- 2부인: 정부인(貞夫人) 청송심씨(靑松沈氏), 선교랑(宣敎郞) 청송인(靑松人) 심욱(沈勗)의 딸.
  - 4녀: 은진인(恩津人) 송기태(宋基泰)에게 출가, 우암 송시열(宋時烈)의 양아들.
  - 5녀: 남양인(南陽人) 홍천서(洪天叙)에게 출가.
  - 6녀: 청풍인(淸風人) 김석연(金錫衍)에게 출가, 현종의 국구 청풍부원군 김우명(金佑明)의 아들. 현종비 명성왕후 김씨의 동생.
- 동생: 이석한(李錫漢, 1614년 - 1677년)
- 사돈: 송시열(宋時烈, 호는 우암)

## 같이 보기
- 도정궁
- 덕흥궁
- 덕흥대원군
- 송시열
- 김육
- 김좌명
- 김우명
- 명성왕후